# Richtlinie 2000/78/EG (Gleichbehandlungsrahmenrichtlinie)
Die Richtlinie des Rates 2000/78/EG vom 27. November 2000 zur Festlegung eines allgemeinen Rahmens für die Verwirklichung der Gleichbehandlung in Beschäftigung und Beruf (ABl. EG Nr. L 303 S. 16), kurz Gleichbehandlungsrahmenrichtlinie ist eine  Richtlinie des Rates, die einen allgemeinen Rahmen für die Verwirklichung der Gleichbehandlung in Beschäftigung und Beruf festlegt. Sie ist eines der Kernstücke der Gleichstellungspolitik der Europäischen Union.

## Inhalt
Die Richtlinie ist in folgende vier Kapitel unterteilt:
- Erstes Kapitel: Allgemeine Bestimmungen
- Zweites Kapitel: Rechtsbehelfe und Rechtsdurchsetzung
- Drittes Kapitel: Besondere Bestimmungen
- Viertes Kapitel: Schlussbestimmungen

Nach den allgemeinen Bestimmungen gilt die Richtlinie für alle Personen in öffentlichen und privaten Bereichen, einschließlich öffentlicher Stellen. Zentraler Aspekt ist die Verpflichtung der EU-Mitgliedstaaten zur Schaffung eines allgemeinen Rahmens zur Bekämpfung der Diskriminierung wegen der Religion oder der Weltanschauung, einer Behinderung, des Alters oder der sexuellen Ausrichtung in Beschäftigung und Beruf im Hinblick auf die Verwirklichung des Grundsatzes der Gleichbehandlung. „Gleichbehandlungsgrundsatz“ bedeutet, dass es keine unmittelbare oder mittelbare Diskriminierung aus den genannten Gründe geben darf.
Nur wenn das betreffende Merkmal aufgrund der Art einer bestimmten beruflichen Tätigkeit oder der Bedingungen ihrer Ausübung eine wesentliche und entscheidende berufliche Anforderung darstellt, kann eine Ungleichbehandlung gerechtfertigt sein. Insbesondere eine Ungleichbehandlung wegen der Religion oder Weltanschauung einer Person stellt gem. Art. 4 Abs. 2 der Richtlinie nur dann keine Diskriminierung dar, wenn die Religion oder die Weltanschauung dieser Person nach der Art dieser Tätigkeiten oder der Umstände ihrer Ausübung eine wesentliche, rechtmäßige und gerechtfertigte berufliche Anforderung angesichts des Ethos der Organisation darstellt. Das deutsche Arbeitsrecht der Kirchen hat danach durch die Rechtsprechung des Europäischen Gerichtshofs verschiedene Einschränkungen erfahren.
Der Rechtsschutz soll durch eine verstärkte Geltendmachung der Ansprüche auf dem Rechtsweg oder durch Schlichtungsverfahren verbessert werden. Die Beweislast in diesbezüglichen Gerichtsfällen ist zugunsten von Personen, die sich durch die Nichtanwendung des Gleichbehandlungsgrundsatzes für verletzt halten, umgekehrt. Außerdem ist der Schutz der Opfer vor Repressalien, insbesondere vor Entlassung vorgesehen sowie die Gewährleistung einer angemessenen Unterrichtung der Bildungs- und Berufsbildungseinrichtungen und der Betriebe über die Bestimmungen der angenommenen Richtlinie.
Besondere Bestimmungen gelten im Hinblick auf den Religionskonflikt in Nordirland für die Beschäftigung der dortigen Polizei- und Lehrkräfte.
Die Richtlinie trat am 2. Dezember 2000 in Kraft und sollte bis zum 2. Dezember 2003 umgesetzt werden.

## Nationale Umsetzungen
Die Umsetzung hatte bis zum 2. Dezember 2003 zu erfolgen. Die Umsetzungsfrist konnte um drei Jahre verlängert werden. Zudem bestand eine Verpflichtung der Mitgliedsstaaten, sämtliche Informationen, die diese für die Erstellung eines dem Europäischen Parlament und dem Rat vorzulegenden Berichts über die Anwendung der Richtlinie benötigt, der Kommission zu übermitteln. Außerdem enthält die Richtlinie als Mindestanforderung eine „Nichtrückschrittsklausel“ für die Staaten, die sich selbst schon weitergehende Bestimmungen gesetzt haben, und die Forderung, eine nationale Gesetzgebung, die dieser Richtlinie widerspricht, aufzuheben.

### Deutschland
Deutschland hat die Richtlinie durch das Gesetz zur Umsetzung europäischer Richtlinien zur Verwirklichung des Grundsatzes der Gleichbehandlung vom 4. August 2006 umgesetzt. Dieses Gesetz diente zugleich der Umsetzung der Richtlinie 2000/43/EG des Rates vom 29. Juni 2000 zur Anwendung des Gleichbehandlungsgrundsatzes ohne Unterschied der Rasse oder der ethnischen Herkunft, der Richtlinie 2002/73/EG des Europäischen Parlaments und des Rates vom 23. September 2002 zur Verwirklichung des Grundsatzes der Gleichbehandlung von Männern und Frauen hinsichtlich des Zugangs zur Beschäftigung, zur Berufsbildung und zum beruflichen Aufstieg sowie in Bezug auf die Arbeitsbedingungen sowie der Richtlinie 2004/113/EG („vierte Gleichstellungsrichtlinie“).
Wichtigster Bestandteil des Umsetzungsgesetzes ist das Allgemeine Gleichbehandlungsgesetz (AGG).

### Österreich
Österreich hat diese Richtlinie in sein Bundesgesetz über die Gleichbehandlung (GlBG), sowie das Bundes- (B-GlBG) und die Landes-Gleichbehandlungsgesetze für die öffentliche Verwaltung als Arbeitgeber, einfließen lassen, die für alle Bereiche der Antidiskriminierung Gültigkeit haben.